# دين ريتشاردز
دين ريتشاردز (بالإنجليزية: Dane Richards)‏ (14 ديسمبر 1983 مونتيغو باي جامايكا - ) هو لاعب كرة قدم جامايكي، يلعب كمهاجم.

## معرض صور

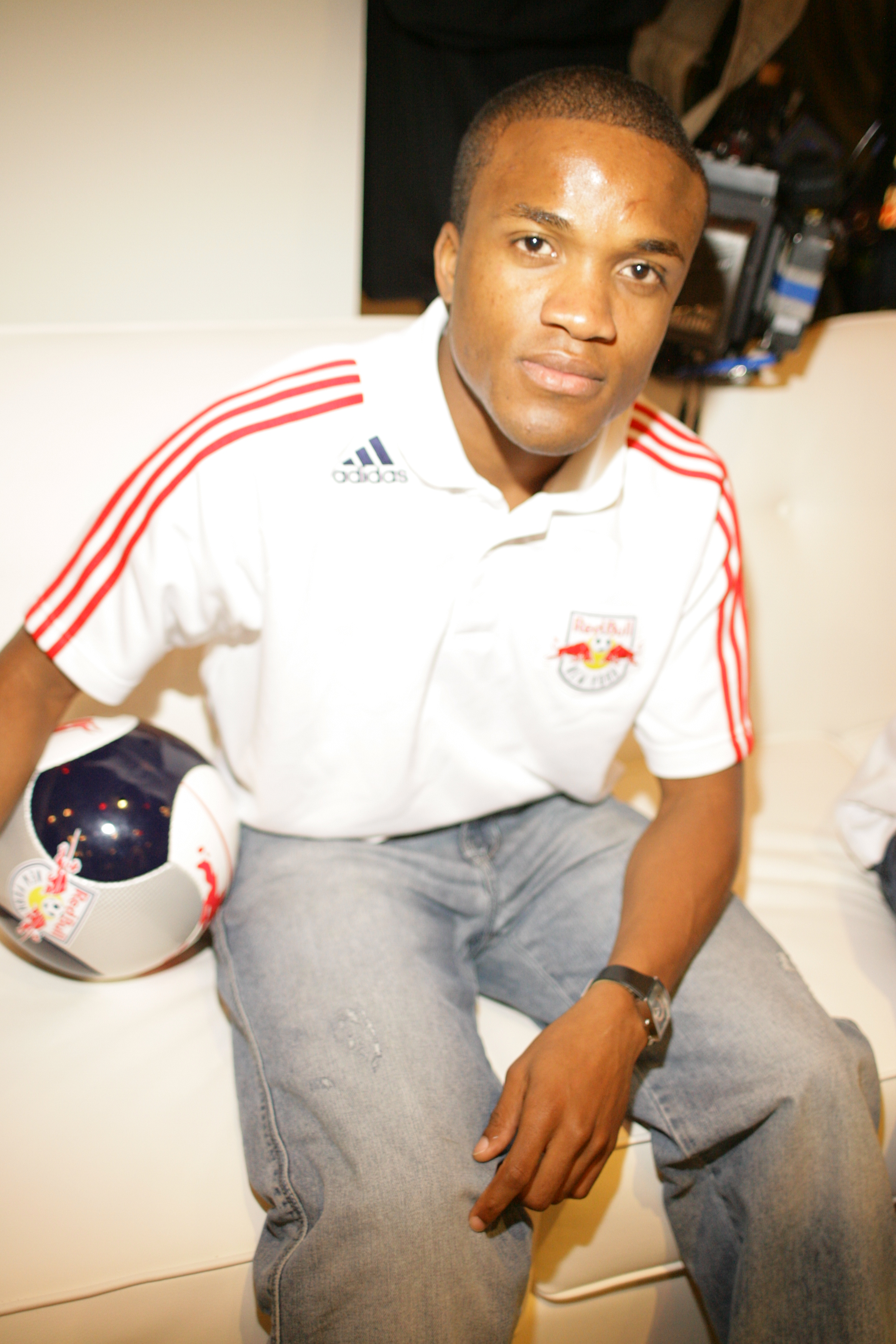
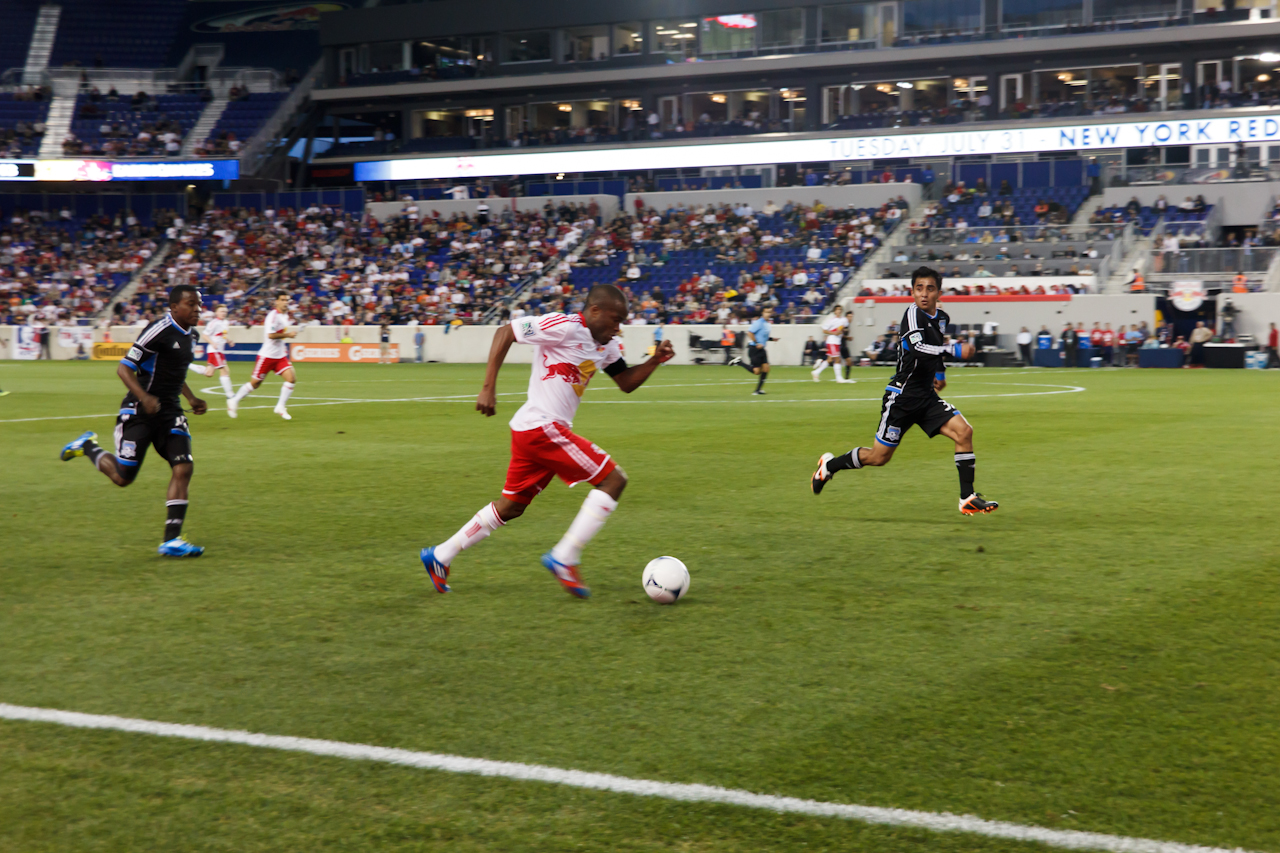
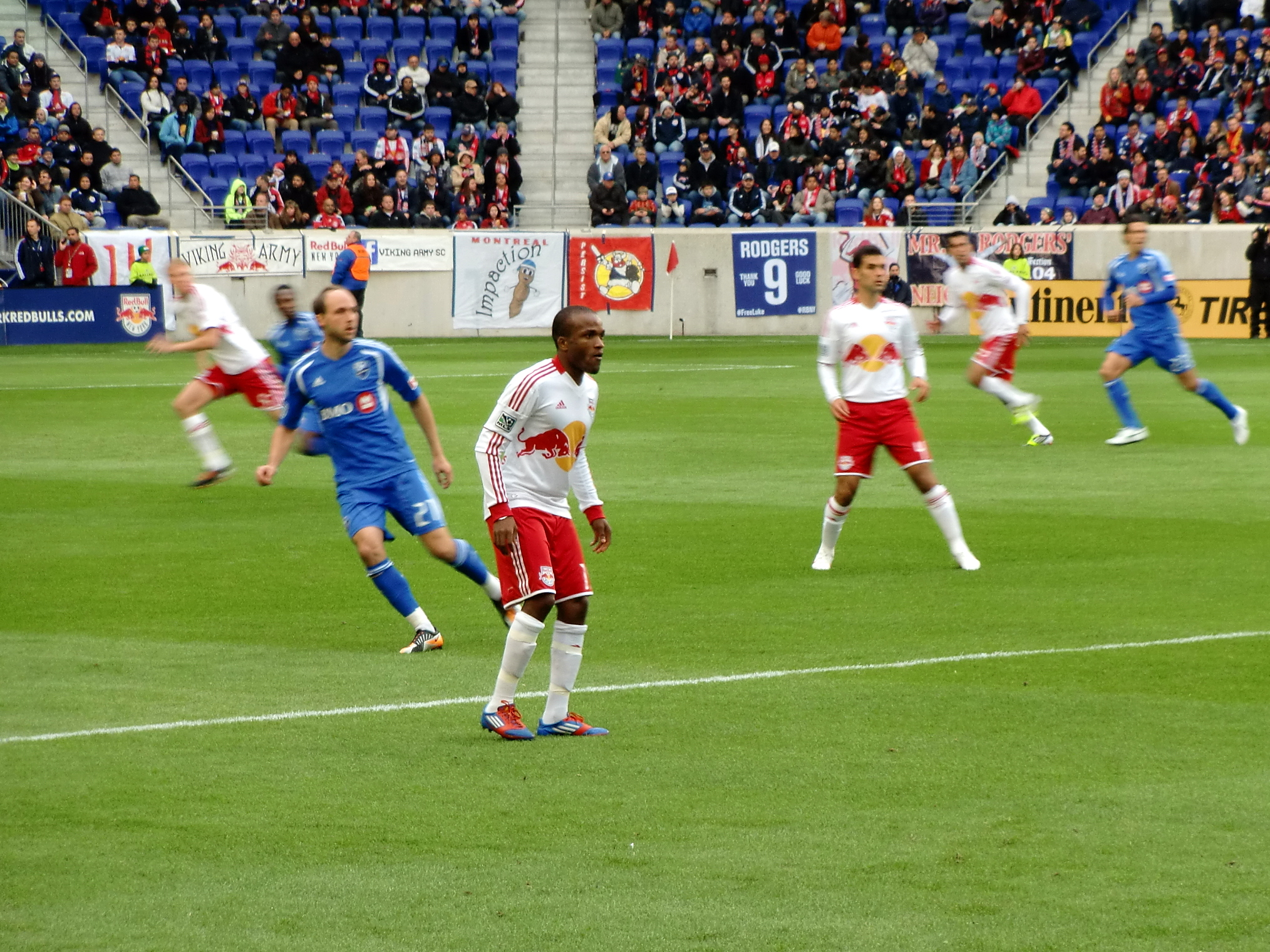

## وصلات خارجية
دين ريتشاردز على موقع الدوري الأمريكي (الإنجليزية)
- دين ريتشاردز على موقع قاعدة بيانات كرة القدم.إي يو (الإنجليزية)
- دين ريتشاردز على موقع ناشيونال فوتبول تيمز (الإنجليزية)
- دين ريتشاردز على موقع Soccerway.com (الإنجليزية)